# درنتسه
درنتسه (به صربی: Drence) یک منطقهٔ مسکونی در صربستان است که در مدوجا واقع شده‌است. درنتسه ۱۴۹ نفر جمعیت دارد.